# Kenneth I. Starr
Kenneth I. Starr (South Bronx, 1942 ou 1943) é um advogado e agente financeiro de astros e estrelas estadunidense, tornado célebre por haver criado um esquema de pirâmide que vitimou várias celebridades.

## Biografia
Era filho de um diretor de escola pública e cresceu no Bronx, num conjunto habitacional; aluno brilhante, ao quinze anos conseguiu entrar no Queen's College; casou-se com a namorada Gail, com quem teve um casal de filhos; trabalhou numa firma de contabilidade de Manhattan até que estabeleceu uma empresa pequena até que o milionário Paul Mellon o contratara para ser um de seus contadores, e daí passou a uma clientela de astros e estrelas de Hollywood e da Broadway.. 
Tornou-se, com seu estilo cativante de convencimento, próximo de seus clientes; Art Buchwald, por exemplo, chegou a declarar que Starr era seu melhor amigo; seus clientes preferenciais, contudo, eram os mais abastadas e mulheres que viviam sozinhas.
Ken Starr foi casado em segundas núpcias com Lynn Forester que, após a separação, veio a fazer fortuna com celulares e se casou novamente com um membro da família Rothschild; sua terceira esposa foi Marisa Vucci, de quem se separou em 2007. Seu quarto último casamento foi com Diane Passage, uma ex-dançarina de strip-tease então com trinta e quatro anos de idade; uma das vítimas chegou a declarar que "quando seu gerente financeiro se casa com uma stripper, isso é algo para se pensar"; ele a conhecera quando ainda casado com Marisa e os dois a contrataram, junto a outra stripper a mil dólares cada, para o acompanhar num jantar, em 2004 e, como a saúde da mulher fragilizada, vários outros jantares se seguiram; segundo ela declarou, ficaram juntos sexualmente apenas quando o casal negociava a separação.
Sua empresa, a Starr & Co., chegou a gerir US $ 1,2 bilhão de dólares de seus clientes.

## O golpe
Dentre as aplicações arriscadas que Starr fazia estava o de urnas eletrônicas na América do Sul, e entre seus sócios o ex-presidente do borough de Manhattan Andrew Stein, a quem a polícia acusou de ser um facilitador do golpista junto a suas vítimas e por sonegação fiscal.
Para manter o esquema, num exemplo, ele tirava um milhão da conta de Uma Thurman para cobrir o mesmo valor na conta de outros clientes, como o casal Jim e Elizabeth Wiatt; mesmo o apartamento em que morava, avaliado em sete milhões e meio de dólares, fora comprado com dinheiro das contas de seus clientes.
As dificuldades começaram quando Joan Stanton, uma idosa nonagenária viúva do homem que introduzira o Fusca nos EUA, teve seu dinheiro aplicado no falido Planet Hollywood além de outros desvios, decidiu encerrar sua conta em 2008. A suspeita era de que ele começara a aplicar golpes depois de seu relacionamento com a stripper com quem se casou em 2007, a quem enchia de joias e presentes caros, embora o caso de Joan Stanton remonte a 1994; o fato é que nem todos os seus clientes foram lesados, o que levou àqueles que foram roubados a se perguntarem por qual motivo teriam sido os escolhidos para vítimas.

## Prisão
Em maio de 2010 Starr estava em seu apartamento tríplex com piscina no luxuoso condomínio situado na 433 East 74th Street quando o FBI chegou, às seis e meia da manhã, procurando-o; o porteiro do edifício estranhou que estavam a procurar por Starr e tentou corrigir os agentes, perguntando se não falavam de Madoff, referindo-se a Andrew, filho do golpista Bernard Madoff que também morava ali; Starr disse ao porteiro para falar que ele não estava em casa, que ali havia apenas a sua quarta esposa, Diane Passage, uma ex-dançarina de strip-tease então com trinta e quatro anos de idade.
Quando o casal estava tomar o café, os policiais tocaram à porta; Starr correu a esconder-se, enquanto Diane mentia aos agentes que estava sozinha; os agentes traziam um mandado e insistiram com ela que, finalmente, revelou que o marido estava escondido num armário, onde foi localizado e conduzido preso para o Metropolitan Correction Center, à espera do julgamento com os pedidos de fiança negados e todos os bens congelados.

## Vítimas
Numa entrevista em 2010 a cantora Carly Simon declarou ter sido uma das vítimas do esquema de Starr, para o qual ela perdera cinquenta e nove milhões de dólares e o processara antes da prisão. Simon ficara alarmada quando um agente da Starr & Co. lhe pedira para transferir dinheiro, em janeiro de 2009, a fim de que pudessem cobrir a folha de pagamentos.
Jim Wiatt, ex-presidente da Agência William Morris, sentara-se com Starr num restaurante, na véspera de sua prisão e se surpreendera com a frieza do contador que conversara com ele normalmente, enquanto lhe roubava as economias.
Outros clientes lesados famosos foram Paul Simon, Al Pacino, Mike Nichols, Nora Ephron, Barbara Walters, Caroline Kennedy, entre outros; a despeito disto, clientes como Jamie Nive, da Sotheby's, declaravam só ter bons resultados com o trabalho de Starr.